# Sarsiella spinosa
Sarsiella spinosa är en kräftdjursart. Sarsiella spinosa ingår i släktet Sarsiella och familjen Sarsiellidae. Inga underarter finns listade i Catalogue of Life.